# Eriococcus turkmenicus
Eriococcus turkmenicus  (лат.) — вид полужесткокрылых насекомых-кокцид рода Eriococcus из семейства войлочники (Eriococcidae).

## Распространение
Средняя Азия: Туркменистан.

## Описание
Мелкие равнокрылые насекомые овальной формы. Питаются соками сложноцветных растений, например, Discodes kryzhanovskii (Asteraceae). Увеличенные чешуйковидные щетинки конической формы. Бутылковидные железы имеются (трёхъячеистой железы и церариев нет). Самки заключены в войлочный мешок. 
Вид был впервые описан в 1930 году советским энтомологом А.Д. Архангельской. Eriococcus turkmenicus включён в состав рода Eriococcus вместе с видами E. abaii, E. alpina, E. argentifagi, E. armeniacus, E. chabohiba, E. danzigae, E. evelinae, E. korotyaevi, E. mackenziei, E. matesovae, E. zernae, E. zygophylli и другими таксонами.